# في الماء (لوحة)
في الماء (بالفرنسية: Dans l'Eau) هي لوحة زيتية بريشة الرسام الإيطالي يوجين دي بلاس رسمها سنة 1914. تصور أمرأة شابة عارية تقف في البحر، هذه اللوحة هي الصورة العارية الوحيدة التي أنشأها دي بلاس ، حيث أن جميع مواضيعه الأخرى تكون شخوصها محتشمة بالكامل. اللوحة ضمن مجموعة خاصة 

## الوصف
تُصوِّر اللوحة امرأة شابة عارية تقف حتى منتصف كاحلها في الماء، تنحني إلى الأمام، وتنظر إلى ألاسفل إلى مجموعة من الأسماك الصغيرة. لديها بشرة وردية، وشعرها المجعد البني الداكن مربوط إلى الخلف. على الرغم من عدم وجود شمس في اللوحة، إلا أن الضوء الذهبي يضيء عبر السماء الملبدة بالغيوم وينعكس على الماء. توجد أرض في الخلفية، مع قطعة من المساحات الخضراء على اليمين. وقع الفنان اسمه وتاريخه (1914) في الزاوية اليسرى السفلية من التكوين بالحبر الداكن. 

## الرسام

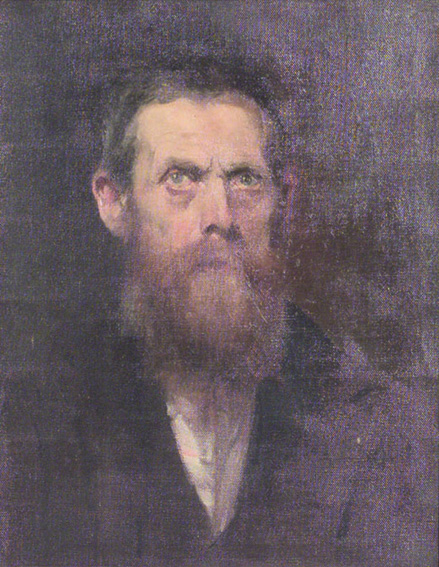
يوجين دي بلاس.

كان يوجين دي بلاس (1843-1931) ، رسامًا إيطاليًا في المدرسة المعروفة باسم الأكاديمية الكلاسيكية. ولد في ألبانو ، بالقرب من روما ، لأب من تيرول وأم إيطالية. كان والده كارل، رسامًا أيضًا، انتقلت العائلة إلى البندقية عندما أصبح كارل أستاذًا في أكاديمية البندقية. غالبًا ما كان يرسم مشاهد في البندقية ، ولكنه يرسم أيضًا صورًا ولوحات دينية. تعتبر هذه اللوحة هي الصورة العارية الوحيدة التي أنشأها دي بلاس ، حيث أن جميع مواضيعه الأخرى يرتدون ملابس كاملة. استقبل فن يوجين دي بلاس استقبالًا جيدًا في إنجلترا ، وكان يعرض بانتظام في الأكاديمية الملكية. 